# Garenne de la Perthe
Garenne de la Perthe este o arie protejată (sit de importanță comunitară — SCI) din Franța întinsă pe o suprafață de 637 ha, integral pe uscat.

## Localizare
Centrul sitului Garenne de la Perthe este situat la coordonatele 48°36′56″N 3°58′33″E / 48.61556°N 3.97583°E.

## Înființare
Situl Garenne de la Perthe a fost declarat arie specială de conservare în baza directivei 92/43 din 1992 referitoare la conservarea habitatelor naturale și a faunei și florei sălbatice pentru a proteja 1 specie de plante și 2 specii de animale.

## Biodiversitate
Situată în ecoregiunea continentală, aria protejată conține 3 habitate naturale: Formațiuni de Juniperus communis pe lande sau pajiști calcaroase, Pajiști uscate seminaturale și facies de acoperire cu tufișuri pe substraturi calcaroase (Festuco-Brometalia) (* situri importante pentru orhidee), Grohotișuri medio-europene calcaroase, de la nivel colinar și montan.
La baza desemnării sitului se află mai multe specii protejate:
- plante (1): Sisymbrium supinum
- mamifere (1): liliac comun (Myotis myotis)
- nevertebrate (1): fluturele auriu (Euphydryas aurinia)

Pe lângă speciile protejate, pe teritoriul sitului au mai fost identificate 4 specii de plante, 15 specii de păsări, 1 specie de amfibieni, 9 specii de mamifere, 3 specii de reptile.